# Castelsantangelo sul Nera
Castelsantangelo sul Nera là một đô thị ở tỉnh Macerata ở vùng Marche, có vị trí cách khoảng 90 km về phía tây nam của Ancona và khoảng 50 km về phía tây nam của Macerata. Tại thời điểm ngày 31 tháng 12 năm 2004, đô thị này có dân số 357 người và diện tích là 71,2 km².
Castelsantangelo sul Nera giáp các đô thị: Montefortino, Montemonaco, Norcia, Preci, Ussita, Visso.